# Moreomabele
Moreomabele is een dorp in het district Central in Botswana. De plaats telt 602 inwoners (2011).